# Luis de Valois
Luis de Valois o Luis de Orleans (¿?, 13 de marzo de 1372-París, 23 de noviembre de 1407) fue duque de Orleans desde el año 1392 a su muerte. También fue conde de Valois, duque de Turena (1386-1392), conde de Blois (1397-1407), de Angulema (1404-1407), de Périgord, de Dreux y de Soissons.

## Primeros años de vida
Luis era hijo del rey Carlos V el Sabio y de Juana de Borbón, y hermano menor de Carlos VI el Bienamado. En 1389, se casó con su prima hermana Valentina Visconti, hija de Gian Galeazzo, duque de Milán y de su tía Isabel de Valois.

## Sucesión en Hungría

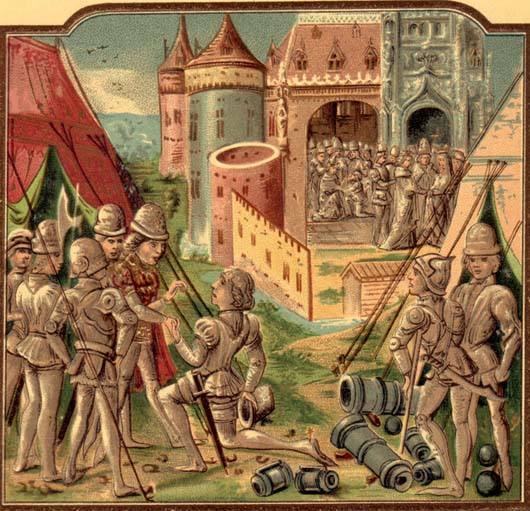
Luis en el campamento al frente en el fondo Segismundo se casa con María.

En 1374, se estableció el compromiso matrimonial entre Luis y la pequeña Catalina de Hungría (1370-1377), heredera presunta al trono húngaro, siendo la mayor de las tres hijas de este monarca.
Luis esperaba obtener el trono de Hungría o de Polonia por medio del futuro matrimonio con la niña de 4 años de edad, ya que el rey Luis I de Hungría, padre de Catalina, no tenía hijos. El padre de Catalina también planeaba dejarle a ellos sus derechos al Reino de Nápoles y el Condado de Provenza, que estaban entonces en manos de su prima Juana I de Nápoles, enferma y sin hijos.
Sin embargo, Catalina murió repentinamente en 1378 y las negociaciones del matrimonio cesaron, pasando los derechos sucesorios a María I de Hungría (nacida en 1371), y a Santa Eduviges I de Polonia (nacida en 1374). 
Tras producirse el vacío en el trono húngaro con la muerte del rey Luis el Grande de Hungría, en 1384, Isabel Kotromanic, la reina consorte viuda de Hungría comenzó a negociar con el padre de Luis de Valois la posibilidad de casarlo con su hija María I de Hungría, a pesar del compromiso previo de la hija del fallecido rey húngaro con el joven Segismundo de Hungría, (quien posteriormente fue también Emperador del Sacro Imperio Romano). Si Isabel hubiera hecho la propuesta en 1378, después de la muerte de Catalina, el hecho de que el rey francés y el rey húngaro no reconocían al mismo Papa, habría representado un problema.
Sin embargo, en 1384 Isabel ya estaba desesperada, y no estaba dispuesta a dejar que un simple detalle detuviera las negociaciones. El Papa Clemente VII emitió una dispensa que anuló los esponsales entre María y Segismundo, y finalmente el matrimonio entre Luis de Valois y María se celebró per procuram (los dos no estaban presentes en el mismo lugar en el momento de la boda) en abril de 1385.
Sin embargo, este matrimonio no fue reconocido por los nobles húngaros que se adhirieron al Papa Urbano VI. Cuatro meses después de la boda, Segismundo invadió Hungría y se casó con María, que en última instancia, destruye las posibilidades de Luis de Valois, de gobernar como Rey de Hungría.
En 1389, estrechando sus lazos dinásticos con Milán, tomó por esposa a su prima Valentina Visconti, hija del Duque Gian Galeazzo Visconti e Isabel de Francia (1348-1372). De esta unión nacerán varios hijos, entre ellos el futuro Carlos I de Orleans en 1394, y Juan de Orleans en 1400.

## Guerras de los Cien Años
Luis tuvo un papel político destacado durante la guerra de los Cien Años. Con la creciente locura de su hermano mayor el rey  Carlos VI de Francia (quien sufría de esquizofrenia y trastorno bipolar), Luis disputó la regencia y tutela de los hijos reales con Juan Sin Miedo, duque de Borgoña. La enemistad entre ambos salió a la luz pública y fue fuente de inquietud política en la ya turbulenta Francia. Luis tuvo la ventaja inicial, por tener sangre real, pero su carácter y el rumor de un romance con la reina consorte Isabel de Baviera-Ingolstadt, lo hicieron extremadamente impopular. En los años siguientes, los hijos de Carlos VI fueron secuestrados y recuperados sucesivamente por ambas partes, hasta que el duque de Borgoña se las arregló para ser nombrado guardián real del delfín y regente de Francia por decreto.
Luis no se dio por vencido e hizo todo lo posible para sabotear la regencia de Juan, incluso malgastando el dinero conseguido por el rescate de Calais, entonces ocupada por los ingleses. Luego de este episodio, Juan y Luis se amenazaron abiertamente y sólo la intervención de Juan de Valois, duque de Berry y tío de ambos, evitó una guerra civil. El 20 de noviembre de 1407, juraron una reconciliación solemne frente a la corte de Francia, pero solo tres días después, Luis fue brutalmente asesinado en las calles de la ciudad de París, cuando fue atacado por hombres armados, bajo las órdenes de Juan, mientras montaba su caballo y literalmente le amputaron los brazos, dejándolo indefenso.

## Descendencia
Con Valentina Visconti:
- una hija (n. y m. 1390).
- Luis (n. 1391-m. 1395).
- un hijo (n. y m. 1392).
- Juan Felipe (n. París, 1393-m. Château de Vincennes, 1393).
- Carlos (n. 1394-m. 1465), duque de Orleans, padre del rey Luis XII de Francia.
- Felipe (n. París, 1396-1420), conde de Vertus.
- Juan (1404-1467), conde de Angulema, abuelo del rey Francisco I de Francia.
- María (n. y m. Château de Coucy, 1401).
- Margarita (n. 1406-m. 1466, Abbaye-la-Guiche), Condesa de Vertus, casada en 1423 con Ricardo de Bretaña, Conde de Étampes.

Su hijo ilegítimo con Mariette d'Enghien, Juan de Dunois, es el ancestro de los Duques de Longueville.

## Títulos
| Nobleza de Francia                         |                                            |                  |
| Predecesor: Vacante Último titular: Felipe | Duque de Orleans Conde de Valois 1392-1407 | Sucesor: Carlos  |
| Predecesor: Guido II                       | Conde de Blois 1397-1407                   | Sucesor: Carlos  |
| Predecesor: Juan I                         | Conde de Angulema 1404-1407                | Sucesor: Juan II |